# Rience

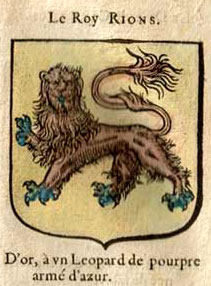
Escudo imaginario de Rience.

El Rey Rience, Ryence, Ryons, Rions o Rion es un personaje de las leyendas artúricas, enemigo del Rey Arturo en los primeros años del reinado de este. El territorio es de Rience varía según las obras; en Le Morte d'Arthur, de Malory, es rey de Gales del Norte, Irlanda y «muchas islas».
Lo que lo hace notable es su hábito de adornar su túnica con las barbas de once reyes a quienes ha vencido. Desea la barba de Arturo para completar doce. Esto lo identifica con el gigante Ritho, mencionado en Historia de los Reyes de Bretaña, de Godofredo de Monmouth, quien tenía el mismo modus operandi y también fue muerto a manos de Arturo.
Malory deja sin aclarar el destino de Rience: es secuestrado por Sir Balin y su hermano Sir Balan, se le fuerza a someterse ante Arturo, y nunca más es mencionado. Cuentos anteriores, como la sección en prosa Merlín, parte del ciclo Lancelot-Grial, relatan su muerte en batalla contra Arturo.
Por la similitud entre sus nombres, algunos escritores, como Lord Tennyson, lo identifican con el Rey Uriens.
- Datos: Q3935268